# Маєток Марії Бродської
Маєток Марії Бродської — пам'ятка архітектури місцевого значення у Печерському районі міста Києва. Охоронний номер 408. Маєток розташовано по вулиці Інститутська.

## Загальний опис пам'ятки
Збудовано за проектом архітектора Євгена Єрмакова у стилі модерн. Будинок цегляний, з підвалом. Одноповерховий по фасаду, двоповерховий зі сторони провулку Виноградний.
Будинок горів у вересні 1941 року. Було втрачено декор інтер'єрів, змінено планування. 1998 року тут було замінено також віконні рами.

## Історія
На місці цього особняка була садиба, яка з 1873 року належала Вільяму Йосиповичу Сіоні, касиру в Київському приватному комерційному банку. 1878 року його було заслано у Сибір через розкрадання грошей. Його дружина, Луїза Степанівна, змушена була продати садибу, яка вже у 80-их належала Єлизаветі Іванівні Богородицькій, дружині підполковника. Богородицькі володіли садибою до середини 90-х років. 11 листопада 1904 року її придбав Микола Іванович Антонов, статський радник. Саме він у 1905 році звів існуючий особняк.
1913 року маєток купила Марія Зельманівна (Соломонівна) Бродська. Вона жила в маєтку із дітьми — Олександром-Соломоном, Яковом і Бертою. В маєтку родина мешкала до грудня 1919 року, у 1920 році відбулася націоналізація. У будинку були різні військові установи. В 1927 році тут жив П. Є. Блінов, комендант міста Києва.
За радянських часів тут був дитячий садок, потім — військова частина.

## Галерея

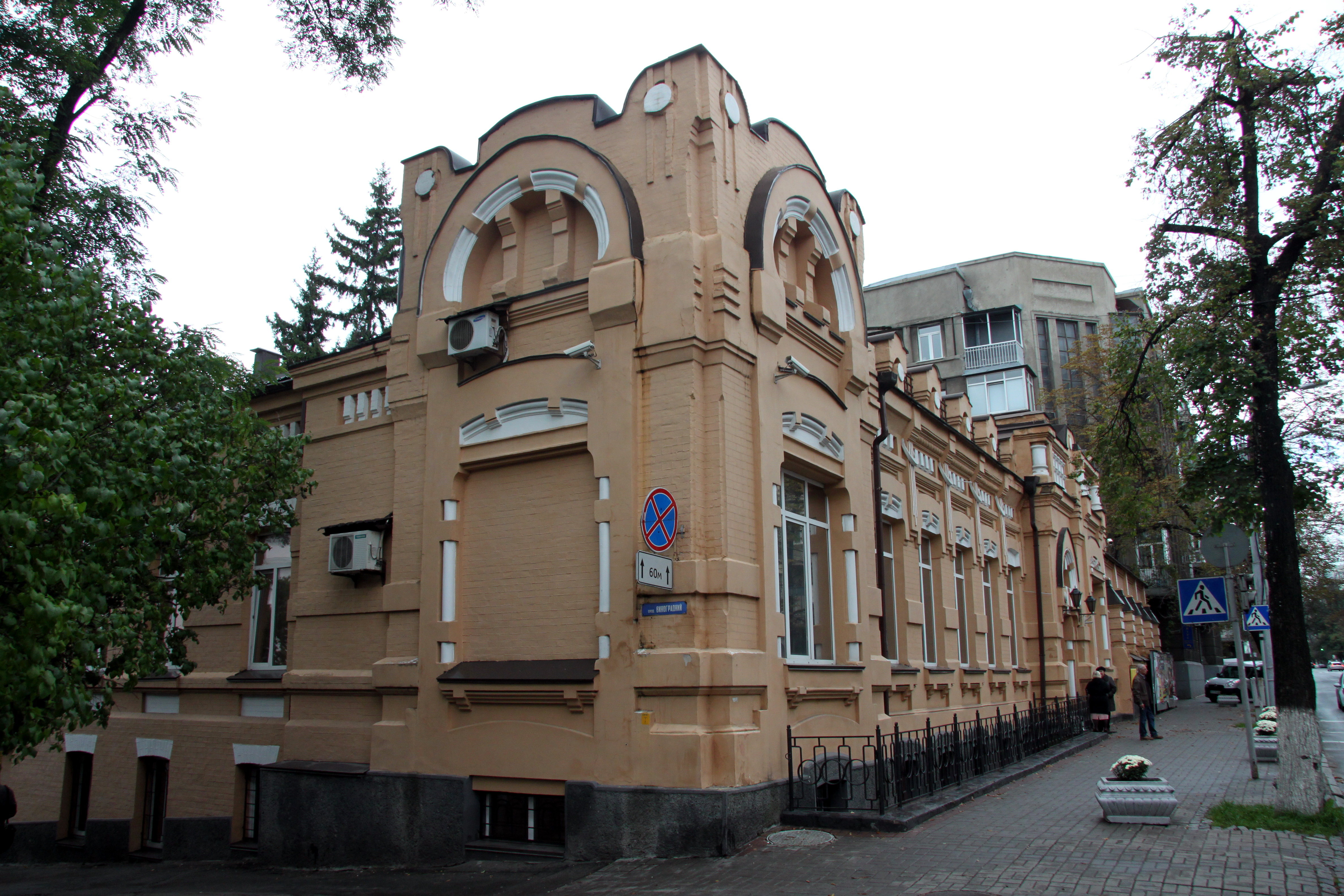
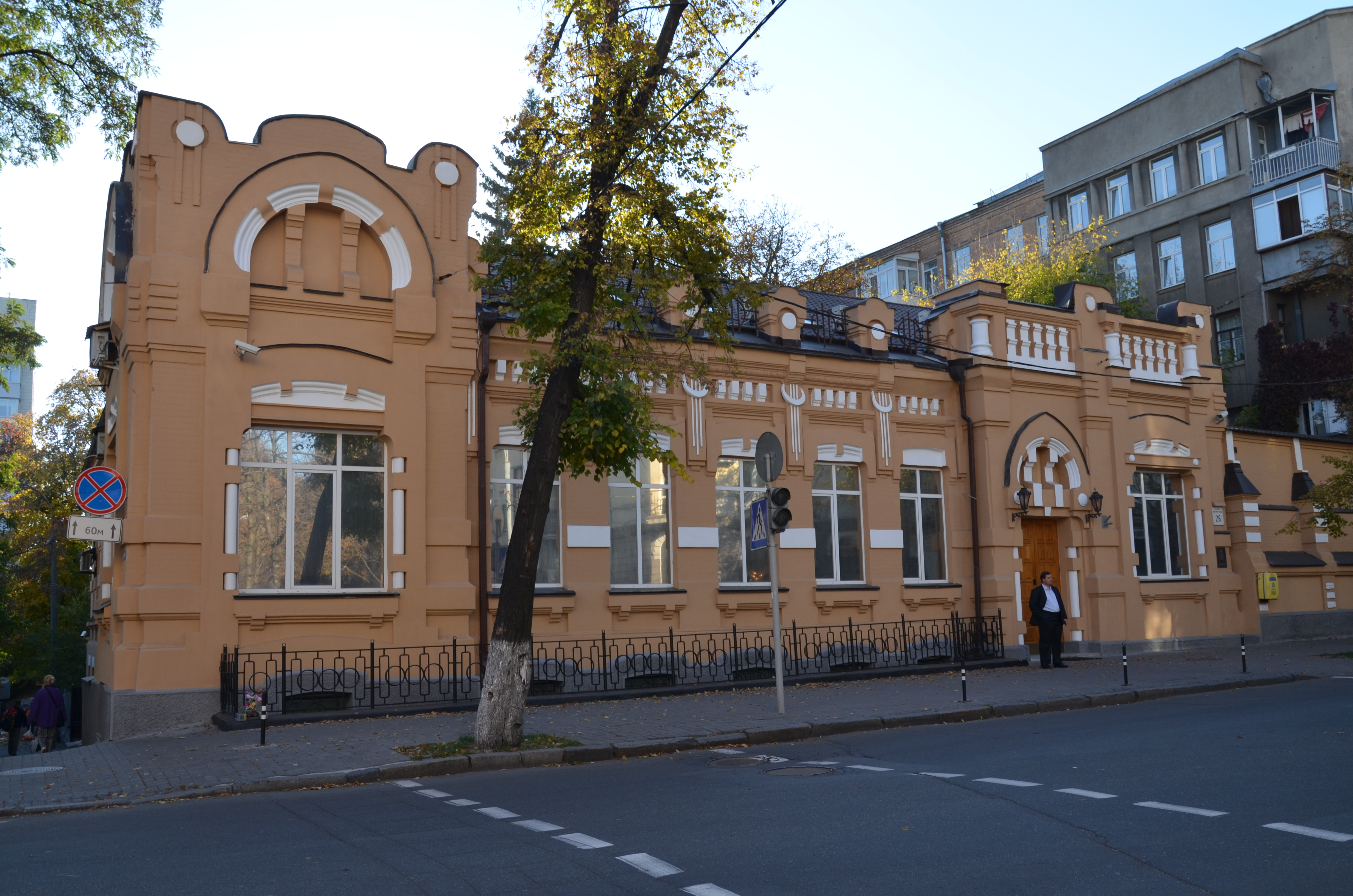
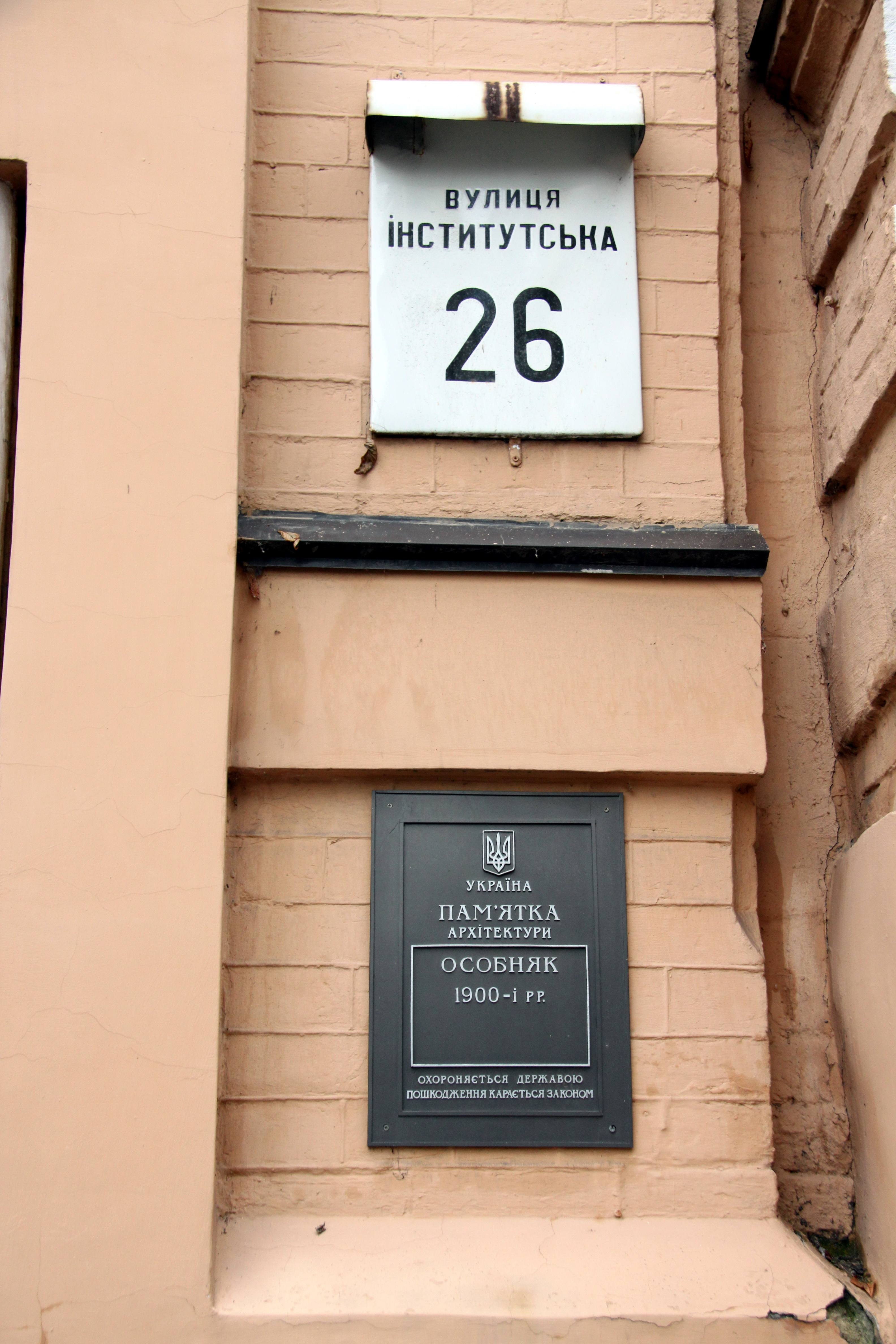
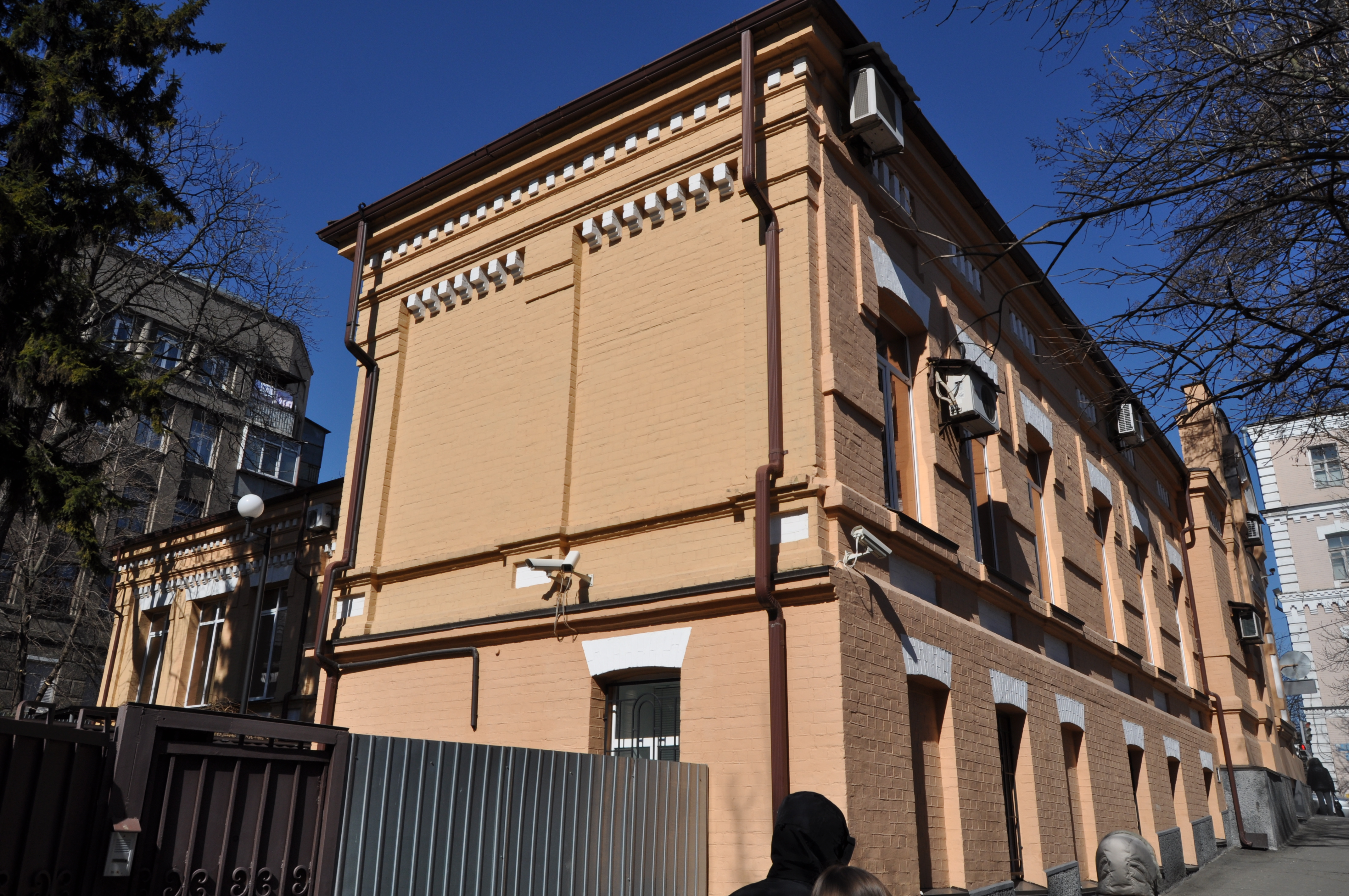